# Řečnická odpověď
Řečnická odpověď je řečnická figura. Jedná se o odpověď, která může následovat po řečnické otázce a je s ní úzce propojena. 
Řečník si tak neočekávaným způsobem odpovídá na vlastní dotaz. Účelem řečnické odpovědi je dialogizace a dramatizace projevu.

## Příklad
Hluboká noc! ty rouškou svou

teď přikrýváš dědinu mou,

a ona truchlí pro mě! –

Že truchlí? – pro mě? – pouhý sen!

Ta dávno neví o mě.

K. H. Mácha, Máj